# Dennenheremietwants
De dennenheremietwants (Eremocoris abietis) is een wants uit de onderfamilie Rhyparochrominae van de familie bodemwantsen (Lygaeidae).
De onderfamilie Rhyparochrominae wordt ook weleens als een zelfstandige familie Rhyparochromidae gezien in een superfamilie Lygaeoidea. Lygaeidae is conform de indeling van bijvoorbeeld het Nederlands Soortenregister.

## Uiterlijk
Deze soort is 5,9 tot 7,2 mm lang. De kop, het schildje (scutellum) en de antennes zijn zwart. De voorkant van het halsschild (pronotum) is zwart, terwijl het achterste deel roodbruin is. De zijrand van het halsschild is wit. De voorvleugels zijn roodbruin met aan het begin een licht gedeelte (naast het schildje), terwijl het membraan (doorzichtige deel van de voorvleugels) zwart is met halfcirkelvormige witte vlekken naast de cuneus. De poten zijn bruin. De dijbenen van de voorpoten hebben één grote en een aantal kleinere stekels. De wantsen zijn meestal brachypteer, de vleugels zijn dan iets korter dan het het achterlijf (abdomen).

## Verspreiding en habitat
De soort komt voor in geheel Europa en is naar het oosten verspreid in Siberië en in een deel van Klein-Azië. De dennenheremietwants leeft in droge bossen, vooral naaldbossen en aan de bosranden, bij voorkeur op zandgrond.

## Leefwijze
Deze bodemwantsen leven voornamelijk in open naaldbossen met dennen (Pinus), lork (Larix) en Juniperus, maar ze zijn ook gevonden in de zure strooisellaag onder bosbes (Vaccinium), struikhei (Calluna vulgaris), Empetrum en soortgelijke dwergstruiken. Vaak vindt men de wantsen waar mieren uit het geslacht Formica en Camponotus leven. Men kan zelfs nimfen en imago’s in de mierennesten vinden, waar ze worden gedoogd en waar ze zich waarschijnlijk ook voeden met door de mieren verzamelde buit en mierenbroed. Voor de ontwikkeling van de wantsen zijn de mieren echter niet noodzakelijk. Ze leven dan op de bodem, waar ze aan de zaden van naaldbomen zuigen. De imago’s overwinteren onder de schors, in droge dennennaalden of in mierenhopen. In de mierenhopen vindt men soms overwinterende nimfen. Jaarlijks komt meestal één generatie voor. De volwassen wantsen van de nieuwe generatie verschijnen in augustus. De ontwikkeling in mierennesten verloopt blijkbaar acyclisch, dus er kan meer dan één generatie per jaar zijn.